# Claudio Corti
Claudio Corti   (Bèrgam, 1 de març de 1955) és un ciclista italià, ja retirat, que fou professional entre 1978 i 1989.
Excel·lent corredor amateur, el 1977 guanyà el Campionat del món en ruta amateur i el Baby Giro. L'any següent passà a professional, però els seus èxits no foren del mateix nivell. Destaca una segona posició al Mundial de ciclisme de 1984 disputat a Barcelona i el Campionat d'Itàlia en ruta de 1985 i 1986.
Una vegada retirat del ciclisme passà a dirigir diferents equips ciclistes professionals: Château D'Ax (1990), Gatorade-Château D'Ax (1991-1992), Gatorade-Mega Drive (1993), Polti (1994), Saeco (1997-2004), Lampre-Caffita (2005), Barloworld, (2006-2009), i Colombia (2012-2015).

## Palmarès
- 1977 (amateur) 
  -  Campió del món en ruta amateur
  - 1r al Girobio
  - 1r al Giro del Friuli-Venezia Giulia
  - 1r al Trofeo Salvatore Morucci
  - 1r al Trofeo Alcide De Gasperi
- 1978
  - 1r al Trofeo Branzi
- 1980
  - 1r al Giro del Friuli
- 1984
  - 1r al Giro del Friuli
  - 1r al Circuit de Bergamo
- 1985
  -  Campió d'Itàlia en ruta (Giro del Veneto)
  - 1r al Giro de Romagna
  - 1r al Giro dell'Umbria
  - 1r al Criterium de Barlassina
- 1986
  -  Campió d'Itàlia en ruta (Giro de la Toscana)
  - 1r al Gran Premi Ciutat de Camaiore
  - 1r al Circuito di Lariano
  - 1r al Circuito di Grandate
- 1987
  - 1r al Giro del Trentino i vencedor d'una etapa
- 1988
  - 1r a la Coppa Sabatini

### Resultats al Giro d'Itàlia
- 1978. 30è de la classificació general
- 1979. 28è de la classificació general
- 1980. 34è de la classificació general
- 1981. 67è de la classificació general
- 1982. 60è de la classificació general
- 1983. 109è de la classificació general
- 1984. 97è de la classificació general
- 1985. No surt (17a etapa)
- 1986. 5è de la classificació general
- 1987. No surt (20a etapa)
- 1988. 54è de la classificació general
- 1989. 95è de la classificació general

### Resultats al Tour de França
- 1987. Abandona (11a etapa)

### Resultats a la Volta a Espanya
- 1985. 54è de la classificació general